# Farim (sector)
Farim é um sector da região administrativa de Oio na Guiné-Bissau com 1.531,5 km2.

A cidade de Farim é a sede deste região. Teve origem em 1614 por ordem do capitão Gonçalo Aiala.